# Ptomascopus plagiatus
Ptomascopus plagiatus — вид жуков семейства мертвоедов.

## Описание
Продолговатые жуки с вальковатым телом. Длина тела 12 — 20 мм. Верх тела в редкой пунктировке. Голова поперечная с отчетливыми слегка изогнутыми и укороченными лобными бороздками. Мембрана наличника желто-оранжевого цвета, плохо заметная у самок и крупного размера продольная у самцов. Усики 11-члениковые, но кажутся 10-члениковыми (так как второй членик плохо заметный), с 4-члениковой булавой. Надкрылья чёрные, с широкой прерванной у шва перевязью красно-оранжевого цвета. Надкрылья укороченные и полностью не прикрывают пигидий и пропигидий. Поверхность надкрылий лишена ребрышек и килей. Переднеспинка обратно трапециевидной формы, выпуклая, по бокам и в основании уплощенная. Брюшко на вершинах сегментов покрыто густыми длинными золотисто-желтыми волосками. Стерниты брюшка с равномерным густым коротким желто-серым или темным опушением. Передние лапки опушены. У самцов они пластинчато расширены. Задние бедра покрыты желтыми густыми волосками. Задние голени относительно узкие, не изогнутые, слегка расширены к вершине.

## Ареал
Приморский край России, Северный и Северо-Восточный Китай, Япония, Корейский полуостров.

## Биология
Облигатный некрофаг: питается падалью как на стадии имаго, так и на личиночной стадии. Жуки роют норы вблизи трупов, но не пытаются его закопать. Заботы о потомстве (в отличие от видов
Nicrophorus) не проявляют.